# 银脉爵床属
银脉爵床属（学名：Kudoacanthus）是爵床科下的一个属，为直立、纤弱草本植物。该属仅有银脉爵床（Kudoacanthus albonervosa）一种，分布于台湾。

## 下属物种
本属包括以下物种：
- 银脉爵床 Kudoacanthus albonervosus Hosok.，银脉单药花